# Calophasia acuta
Calophasia acuta là một loài bướm đêm trong họ Noctuidae.